# Moordrecht

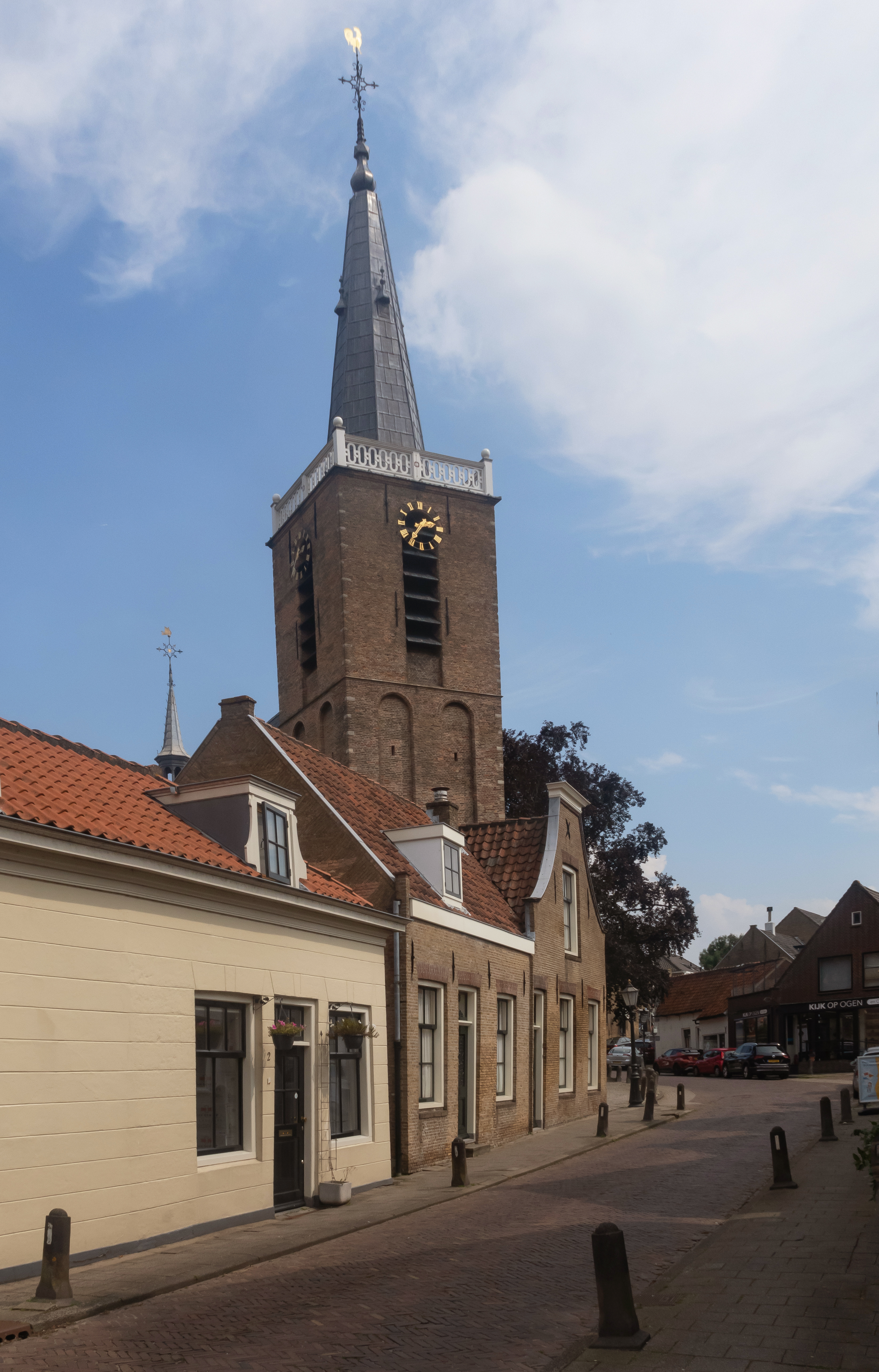
La iglesia protestante en la calle

Moordrecht es una ciudad y un municipio en la provincia de Holanda Meridional, Países Bajos, situada a lo largo del río Hollandse IJssel.
En septiembre de 2006, el 93 % de la población de Moordrecht eligió por referéndum para llevar a cabo una fusión con los municipios vecinos Nieuwerkerk aan den IJssel y Zevenhuizen-Moerkapelle. Solo el 7 % eligió fusionarse con Gouda. Sobre la base de este resultado, el ayuntamiento decidió formar el nuevo municipio Zuidplas en 2010 con Nieuwerkerk aan den IJssel y Zevenhuizen-Moerkapelle.
- Datos: Q1019303
- Multimedia: Moordrecht / Q1019303

1. ↑  Worldpostalcodes.org,código postal n.º 2841.